# Dominique Colonna
Dominique Colonna (Corte, 4 de setembro de 1928 – 12 de setembro de 2023) foi um futebolista e treinador francês que atuou como goleiro.

## Carreira
Colonna jogou no Nice de 1955 a 1957, com o qual conquistou um Campeonato Francês. Em seguida, defendeu o Stade de Reims que venceu três ligas nacionais, além de alcançar a final da Taça dos Clubes Campeões Europeus em 1959.
Fez parte do elenco da Seleção Francesa na Copa do Mundo de 1958.

## Morte
Colonna morreu em 12 de setembro de 2023, aos 95 anos.

## Títulos
- Copa do Mundo de 1958: terceiro lugar